# Schistophyllum collinum
Schistophyllum collinum là một loài Rêu trong họ Fissidentaceae. Loài này được (Mitt.) Lindb. mô tả khoa học đầu tiên năm 1889.